# Kilogramme par seconde
Le kilogramme par seconde est l'unité dérivée du Système international d'unités utilisée en particulier en astronomie et en astrophysique pour mesurer entre autres des taux d'accrétion, des taux d'émission (vents stellaires par exemple), de production (taux de formation stellaire). Elle correspond, comme son nom l'indique, à une variation de masse d'un kilogramme en une seconde. Cette unité n'est en pratique guère utilisée car les unités (kilogramme et seconde) ne sont pas parlantes (pas représentatives des masses et durées en jeu) dans les phénomènes en question et l'unité résultante est extrêmement petite en comparaison des quantités habituellement mesurées. La masse solaire par an est ainsi plus habituellement utilisée. L'unité du système astronomique d'unités est pour sa part la masse solaire par jour.
En thermodynamique industrielle, le débit massique est aussi mesuré en kg/s.